# Gigi D’Agostino
Gigi D’Agostino (Luigi Celestino D’Agostino) (Torino, 1967. december 17. –) olasz DJ és lemezproducer, az Italo dance és a Lento violento zenei stílusok egyik megteremtője, az olasz és az európai klubzenei élet egyik első számú, és a mai napig meghatározó szereplője. Zenéit sokszor különböző művészneveken adja ki. Producerként sokszor, és szívesen dolgozik más előadókkal, illetve az általa felfedezett tehetségekkel. Az egész világon ismert előadó, legnagyobb nemzetközi sikereit elsősorban L’Amour Toujours című albumának, és a rajta szereplő slágereknek köszönheti. Az olasz m2o rádióban 2005-től 2009. júliusig, Il Cammino Di Gigi D’Agostino címmel volt saját műsora, majd rövid szünet után új műsorral tért vissza 2009 októberétől, a "Quello che mi piace" című programmal, ami szombatonként 14:00-tól volt hallható. Ez a rádióműsor, ugyanazokra az okokra hivatkozva, ami miatt a Cammino-nak is vége szakadt, mindössze 11 adás után befejeződött, az utolsó műsor 2009. december 26-án került leadásra.

## Zenei világa
Gigi D’Agostino zenei világa meglehetősen sokrétű, és folyamatosan fejlődik. Kezdetben az Afro stílussal ismerkedett, és a korai House alapokkal kísérletezett. A '90-es évek elején-közepén az addigi underground DJ-ből a Mediterrán progresszív elindítójává, és Olaszország egyik legnépszerűbb előadójává lépett elő. Még időben, az irányzat kifulladása előtt továbblépett, egyre inkább a Dance és az újonnan kialakuló Italo dance felé fordult. Számai jóval kommerszebb hangot ütöttek meg, bár ugyanúgy készített keményebb hangzású felvételeket is. Ez a kettősség zenéjének összes korszakát jellemzi. Ebben az időben készültek legsikeresebb felvételei, amik végleg meghozták számára a nemzetközi (el)ismertséget. 2003-2004 tájékán egy új szín jelent meg a zenéjében, amit Gigi Lento violento-nak nevez, és szerinte inkább életérzés, mint zenei stílus. Jelentése szó szerint "lassú, erőszakos". Sok rokonságot mutat a Hardstyle-lal, de a Lento violento legtöbbször lágyabb vonásokat tartalmaz, a kemény alapok ellenére sok köztük a slágergyanús szerzemény.

## Pályafutása

### 1983-1997: A debütálástól a kezdeti kísérletezéseken át, egészen a Mediterrán progresszívig
- 1983: Woodstock klub, Torino, Olaszország
- 1993-1998: Ultimo Impero resident dj-je
- 1995: belépett a Media Records csapatába
- 1996: „Fly” című lemeze az olasz eladási listák élén
- 1996: a „Gigi's violin” nemzetközileg is sikeres lett, és elfogadtatta Európa-szerte a mediterrán progresszív stílust
- 1996: kiadja első sikeres albumát, a Gigi D’Agostino-t, ami 60.000 példányban fogyott el, ezzel bearanyozva a lemezt és az előadót.

### 1998-2004: Az Italodance korszak, a legnagyobb sikerek időszaka
- 1998: az „Elisir” című szám lett az egyik leggyakrabban játszott szám
- 1999: Red Bull Awards: legjobb DJ-producer
- 1999: „L’Amour Toujours” albuma az olasz eladási lista 10. helyén, platinalemez
- 1999: az „Eurodance Compilation” válogatásalbumért megkapta a Legjobb Producer '99 díjat az Italian Dance Awardson

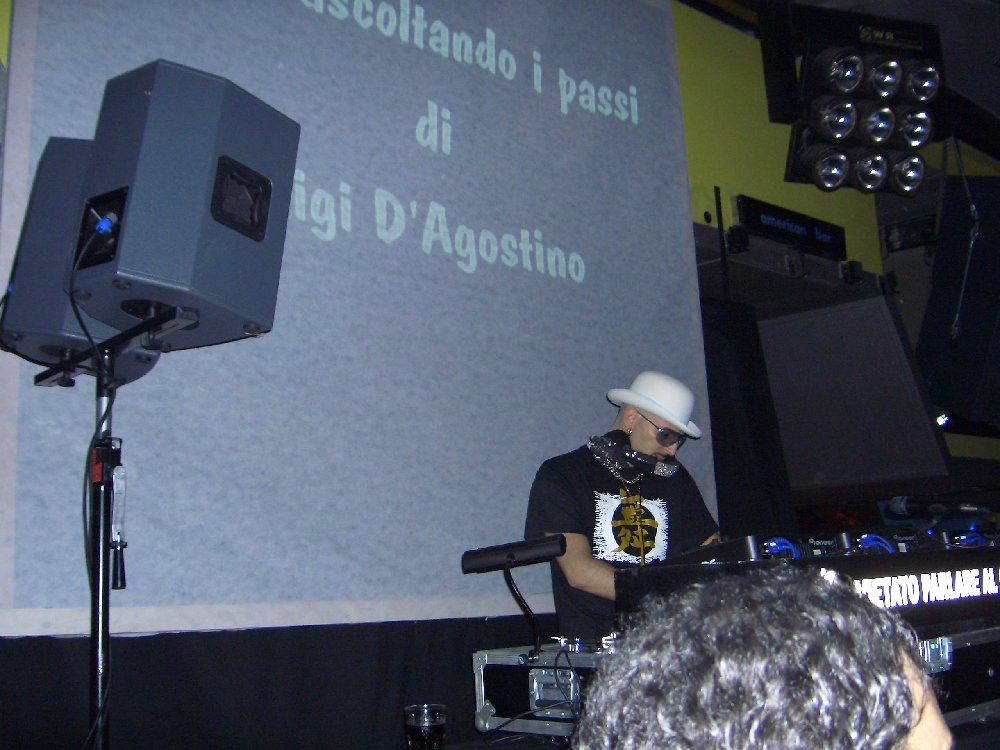
Gigi D’Agostino munka közben

- 2000: a „The Riddle” Németországban 1.000.000, Franciaországban 200.000 példányban kelt el
- 2001: „Il Grande Viaggio”: Best Dance díj az Italian Music Awardon
- 2001: a „L’Amour Toujours” az olasz és nemzetközi listák élén
- 2001: Albertino-val közösen kiadta a „Super”-t, amiért az Italian Music Awardon megkapta a legjobb dance producer, a Danish DJs Awardson pedig a közönségszavazat díját
- 2002: "TMF Awards" legjobb Dance előadó.
- 2003-2004: "IL Programmino" című műsora, www.rin.it
- 2003: Altromondo diszkó, Rimini, Olaszország

### 2005-napjainkig: A Lento violento kiteljesedése, a különböző projektek megjelenése
- 2005: Beindul az olasz M2O-n saját rádióprogramja, Il Cammino di Gigi D’Agostino címmel
- 2006: Gigi D’Agostino csatlakozott a Ecler Pro Team-hez.
- 2006: "Noisemaker Hard" kiadó Gigi D’Agostino & Daniele Mondello jóvoltából.
- 2006: A nyári szezon rezidens dj-je a Rimini-beli Altromondoban, és állandó fellépő Spanyolországban, a Lloret de Marban
- 2007: 200.000 előrendelés "Lento Violento E Altre Storie" lemezére
- 2008: 2008 nyarán a "Discoteca Continental" rezidens Dj-je.
- 2009: "Quello Che Mi Piace" rádió program.

## Művésznevek, projektek
A rengeteg stílusirányzatból kifolyólag előfordulhat, hogy ezt vagy amazt a felvételt hallgatva az emberek Gigi D’Agostino zenéjéről alkotott képe összezavarodna. Ezért jelenteti meg különböző stílusú felvételeit általában más-más művészneveken, amelyek nem mellesleg a Gigivel dolgozó más-más társszerző között is különbséget tesznek. Sok más előadó munkájában is részt vesz producerként, vagy társszerzőként. Gigi emellett az általa tehetségesnek tartott kezdő előadókat is segíti, nemegyszer közösen dolgozik velük. Ezek az előadók a Gigi "felügyelete" alá tartozó Noise Maker kiadó, lényegében egy csapat tagjai.

### Különböző művésznevei
- D’Agostino Planet: Néhány futurisztikusabb hangulatú számát adta ki ez alatt a név alatt.
- Dance 'N' Roll: Gigi D’Agostino és Angelo Pandolfi közös projektje.
- D.O.S.: Gigi D’Agostino és Thomas Prioli közös projektje. A Rövidítés jelentése: "Diverse Onde Sonore".
- Dottor Dag: A Lento violento stílusú zenék jellemzik.
- Egiziano: Az Il Programmino-n ezen az álnéven jelentette meg a Coldplay Clocks című számának remixét.
- Il Folklorista: A projekt lényege régebbi, nagy slágerek modern feldolgozása.
- Il Grande Viaggio: Dance stílusú számok, eddig csak két felvétel jelent meg ezen a néven.
- La Tana Del Suono: Sokrétű projekt, kezdetben a Lento violento bemutatására szánva. Mára sokat fejlődött.
- Lento Violento Man: Gigi D'Agostino és Daniele Mondello közös projektje. A dalok már feszegetik a határt a Lento és a Hardstyle stílus között.
- Love Transistor: Gigi és Ludovico közös projektje, főleg szerelmes számok futnak ezen a néven.
- Musichismo: A Benessere 1-en található két szám ezen a néven, Lento violento stílusú számok.
- Nuovi Step: A legújabb projektek egyike.
- Officina Emotiva: Ez is feldolgozás-projekt, a Dance vonalhoz áll a legközelebb. A Projekt tagjai Gigi D’Agostino, Luca Noise és Peroni. Célja az érzelmek megjelenítése.
- Onironauti: Különleges hatású elektronikus számok projektje, általában instrumentális. Főbb munkatársak: Gigi D’Agostino & Di Carlo.
- Orchestra Maldestra: Jelentése "hamis zenekar". Ide a keményebb dance számok tartoznak.
- Tarro Noise & Zarro Dag: Gigi és Luca Noise Lento violento projektje.
- Tocco Scuro: Kiforratlan, vagy félbemaradt projekt, eddig egyetlen felvétel készült ezalatt a név alatt.
- Uomo Suono: jelentése "férfias hangzás", ami elárulja hogy keményebb zenéről van szó. A másik projekt ahol a Lento violento mint stílus bemutatkozott. A projekt tagjai Gigi és Maccario.
- Voyager: Gigi D’Agostino, Maurizio De Stefani és Sergio Datta együttese, vagy projektje volt. Gigi valószínűleg '94-'95 tájékán léphetett ki a Voyagerből, ami még 1998-ig működött.

### Más előadók
- Beldemandis & Elettrogang: Palmieri projektje, Gigi csak producerként van jelen.
- DJ Pandolfi: Gigi egyik legígéretesebb felfedezettje, gyakran dolgoznak közösen.
- Luca Noise: Gigi másik felfedezettje, már több önálló kiadványa is megjelent.
- Molto Folk: Carlo Montagner, Gigi társszerzőjének a projektje, Gigi csak producerként működött közre, valamint a Canto Do Mar c. számból készített remixet.
- Federico Romanzi
- Elena Tanz
- Daniele Mondello
- Dj Maxwell
- Manuel Negrin

## Diszkográfia
(A felsorolás az eredeti kiadásokat veszi figyelembe, egy-egy kiadással bővebben az adott kiadványon belül foglalkozik.)

### Albumok
- 1996 Gigi D’Agostino
- 1999 L’Amour Toujours (2CD)
- 2003 Gigi’ Friends
- 2004 L’Amour Toujours II. (2CD)
- 2018 Lento Violento Fastolento
- 2018 Lento Violento & Astro Musico Treno Lento
- 2019 Lento Violento Lentonauta
- 2019 Scialadance Scialescion

### EP-k
- 1994 Gigi D’Agostino & Daniele Gas Creative Nature vol.2 (2x"12)
- 1995 D’Agostino Planet Melody Voyager ("12)
- 1997 Gin Lemon
- 1999 Tanzen vol.1
- 2000 Tecno Fes
- 2000 Tecno Fes vol.2
- 2001 L’Amour Toujours
- 2003 Underconstruction 1
- 2004 Underconstruction 2
- 2004 Underconstruction 3
- 2004 Various Artists Noise Maker e.p. ("12)
- 2005 Noise Maker Movimenti Incoerenti vol.1 ("12)
- 2005 Noise Maker Movimenti Incoerenti vol.2 ("12)
- 2005 Noise Maker Movimenti Incoerenti vol.3 ("12)
- 2005 Orchestra Maldestra Minestra e.p. ("12)
- 2018 Lento Violento We Will Fly
- 2018 Lento Violento Dark
- 2019 Gigi's Time

### Válogatások
- 1996 The Greatest Hits
- 1996 A Journey Into Space
- 1996 R.A.F. & Gigi D'Agostino Le Voyage '96 - The Best Of Dream Music
- 2000 Gigi D’Agostino (csak Brazíliában jelent meg)
- 2001 Gigi The Best (csak Mexikóban jelent meg)
- 2003 Il Programmino di Gigi D’Agostino (2CD)
- 2004 Noise Maker Compilation Laboratorio 1
- 2005 Noise Maker Compilation Laboratorio 2
- 2005 Noise Maker Compilation Laboratorio 3
- 2005 Gigi D’Agostino Compilation (4CD)
- 2005 Various Artist Disco Tanz (Many Ways For Deejay’s…) (2CD)
- 2006 Some Experiments (2CD)
- 2007 Lento Violento E Altre Storie (2CD)
- 2007 Lento Violento Man La Musica Che Pesta (2CD)
- 2008 Suono Libero (2CD)
- 2009 The Essential Gigi D'Agostino (2CD)
- 2012 Best Of Gigi D'Agostino  (2CD)
- 2013 5 CD Collection (5CD)
- 2015 The Remix Collection
- 2016 Deluxe Box (6CD)
- 2019 Collection Volume 1
- 2019 Collection Volume 2

### DJ mixek
- 1996 Progressiva (The Best Of Italian New Wave) (a.k.a. Progressiva Dream Music)
- 1996 Le Voyage '96 (a.k.a. Dreamhouse Volume One)
- 1996 Le Voyage Estate
- 1997 Gigi D’Agostino & Mauro Picotto Hard Beat vol.1: Journey Into Darker Dreams
- 1997 Progressive Hyperspace vol.1
- 1999 Eurodance '99
- 2001 Il Grande Viaggio di Gigi D’Agostino vol.1
- 2003 Yorin FM Dance Experience 2002 - Gigi D'Agostino Bonus CD (3CD)
- 2003 Live At Altromondo
- 2004 Live At Altromondo Part II (2CD)
- 2004 Benessere 1 (2CD)
- 2010 Ieri e Oggi mix vol. 1
- 2010 Ieri E Oggi Mix Vol. 2

### Vinylek, kislemezek
- 1994 Gigi D’Agostino & Daniele Gas Experiments vol.1 ("12)
- 1994 Gigi D’Agostino & Daniele Gas Creative Nature vol.1 Remix ("12)
- 1994 Gigi Di Agostino Noise Maker The Mind's Journey ("12)
- 1994 Gigi D’Agostino & Daniele Gas Noise Maker Theme/Catodic Tube ("12)
- 1996 Gigi Sweetly
- 1995 D’Agostino Planet Fly
- 1996 New Year’s Day
- 1996 Gigi’s Violin & Elektro Message
- 1996 R.A.F. By Picotto & Gigi D’Agostino Angel’s Symphony
- 1997 Music (An Echo Deep Inside)
- 1997 Gin Lemon
- 1998 Elisir
- 1998 Gg D'Ag Cuba Libre
- 1998 Noise Maker Movimento ("12)
- 1999 Bla Bla Bla
- 1999 The Riddle
- 1999 Another Way
- 2000 La Passion
- 2000 L’Amour Toujours (I'll Fly With You)
- 2000 Gigi D’Agostino & Albertino Super
- 2001 L’Amour Toujours
- 2004 Silence
- 2004 Gigi & Molly Con Il Nastro Rosa
- 2004 Gigi & Molly Soleado
- 2004 Gigi D’Agostino & Pandolfi Gigi's Goodnight
- 2004 Gigi D’Agostino & Datura Summer Of Energy
- 2005 Wellfare
- 2005 Dottor Dag La Batteria Della Mente
- 2005 Uomo Suono Cammino Contento ("12)
- 2005 I Wonder Why
- 2006 Uomo Suono Tarantella Dell'Orso ("12)
- 2011 Stay With Me
- 2018 Dynoro & Gigi D'Agostino In My Mind
- 2020 Gigi D'Agostino & La Vision Hollywood

### Közreműködések
- 1993 Blasfemia Morning Time ("12)
- 1993 Satellite Made Of Stone ("12)
- 1993 Voyager Hypnotribe ("12)
- 1993 Voyager Baseball Furies ("12)
- 1994 Lello B. presents Black Out Vol. 1 - Est ("12)
- 1994 Neurone Into The Bytes ("12)
- 1994 Groove Planet Dirty Work ("12)
- 1994 Tin Drums Tin Drums ("12)
- 1994 Voyager City Of Night ("12)
- 1996 U.P.S. (United Progressive Selectors) Christmas Dream ‘96 - vokál
- 1996 John Robinson I Believe
- 1997 R.A.F. By Picotto In 2 My Life / Temptation ("12)
- 1998 Franchino Vamos ("12))
- 1998 Flowers' Deejays Big Bug ("12)
- 1998 Adam Austin The Way/Motorway ("12)
- 2004 Beldemandis C'Era Una Volta ("12)
- 2004 Molto Folk Canto Do Mar
- 2005 Elettrogang Once Upon A Time ("12)
- 2005 DJ Pandolfi Forever ("12)
- 2005 Luca Noise Sostanza noetica e.p. ("12)
- 2005 Luca Noise Moonlight Shadow ("12)
- 2005 Officina Emotiva Like A Prayer ("12)
- 2006 Luca Noise Siento ("12)
- 2008 Wender vs. Gino Lo Spazzino feat. Gigi Dag Tutto Aposto A Ferragosto

### Remixek
- 1992 Rave Tirolers Uipy
- 1992 Wendy Garcia Sexo Sexo
- 1994 Harmonya No War
- 1995 2 Culture In A Room Android
- 1996 Cappella U Got 2 Know
- 1996 Fine Young Cannibals The Flame ("12)
- 1997 Niccolò Fabi Il Giardiniare
- 1997 Divine Works Ancient Person Of My Heart
- 1997 R.A.F. By Picotto In 2 My Life (Special Mixes) ("12)
- 1997 Sharada House Gang Gipsy Boy
- 1998 Fiorello Batticuore ("12)
- 1999 Mauro Picotto Lizard '99 ("12)
- 2000 Kaliya Ritual Tibetan
- 2000 Negrocan Cada Vez (Que Te Veo)
- 2001 Reanimator Feat. Vanilla Ice Ice Ice Baby 2001
- 2001 Magic Box Carillon
- 2002 Shakira Objection (Tango)
- 2002 Ago Put On Your Red Shoes
- 2004 Molto Folk Canto Do Mar
- 2004 I Chiodi Coração Louco (Cuore Matto)
- 2005 Akcent S.O.S. (Az album néhány számát Gigi D’Agostino remixelte)

### Egyéb
- 2000 Noise Maker Theme 2000 ("12)
- 2002 Primero Capitulo és Secondo Capitulo - Ezeket a mixeket Gigi D’Agostino készítette, de soha nem szánta kiadásra.
- 2006 Julian DJ Noise Maker Theme (12")
- 2010 Bootmasters Feat. Gigi D'Agostino Bla Bla Bla 2K10
- 2010 Cesar De Melero & John Jacobsen Creative Nature
- 2012 Gigi D'Agostino Feat. Robbie Miraux L'Amour Toujours 2012
- 2016 F4ST + Gigi D'Agostino The Riddle
- 2018 Lento Violento More (Gigi Dag In Loop)
- 2018 Lento Violento Fuori Controllo (Ribelle Mix)
- 2018 Lento Violento What A Beautiful Day (Gigi D'Agostino Dark)
- 2018 Lento Violento Storiella (Gigi D'Agostino Piano Mix)
- 2018 Lento Violento Don't Listen What People Say (Gigi D'Agostino Sparkle Mix)
- 2018 Lento Violento Osservo (Gigi D'Agostino F.M. Mix)
- 2018 Lento Violento Sguardi (Gigi D'Agostino Mix)
- 2018 Lento Violento Equilibrio (Gigi D'Agostino Wonky Mix)
- 2018 Lento Violento You're A Liar (Gigi D'Agostino Dark)
- 2018 Lento Violento Modulo (Gigi D'Agostino Loop)
- 2018 Lento Violento Frequenze (Gigi D'Agostino Loop)
- 2018 Lento Violento Frequenze (Gigi D'Agostino Venghi Loop)
- 2018 Lento Violento Ti Porto Via (Gigi D'Agostino Dark)
- 2018 Lento Violento Insicuro (Gigi Dag In Loop)
- 2018 Lento Violento L'Uomo Delle Cause (Gigi D'Agostino Fenomeni Mix)
- 2018 Lento Violento Shine On Me (Gigi D'Agostino Sparkle Mix)
- 2019 Scialadance Lemon Tree